# Florinta, Suceava
Florinta este un sat în comuna Șcheia din județul Suceava, Bucovina, România.
Conform Recensământului din 2011 , toți din această localitate s-au declarat români. 
Atracții turistice: Biserica Ortodoxă.
 Acest articol despre o localitate din județul Suceava este deocamdată un ciot. Puteți ajuta Wikipedia prin completarea lui.